# Mohamed Raadouni
Mohamed Raadouni, né le 24 novembre 1981 à El Jadida, est un footballeur marocain évoluant au poste de défenseur au Chabab Rif Al Hoceima.

## Palmarès
- Finaliste de la Coupe du Trône en 2006 avec le Hassania d'Agadir